# Gueorgui Ioungvald-Khilkevitch
Gueorgui Emilievitch Ioungvald-Khilkevitch (en russe : Гео́ргий Эми́льевич Ю́нгвальд-Хильке́вич), né le 22 octobre 1934 à Tachkent en RSS d'Ouzbékistan, Union soviétique, et mort le 11 novembre 2015 à Moscou en Russie, est un réalisateur et scénariste soviétique, puis russe,.

## Biographie
Gueorgui naît dans la famille d'Émile Iossifovitch Ioungvald-Khilkevitch - metteur en scène à l'Opéra de Tachkent, et de son épouse, née Nina Ivanovna Bouïko Diplômé de l'Institut de l'architecture de Tachkent en 1956, il entame les études à l'Institut national des arts d’Ouzbékistan. Il est diplômé en 1963 et travaille comme décorateur à Ouzbekfilm et à Tadjikfilm. Après une formation aux cours supérieurs de réalisateurs à Moscou, il tourne son premier film La Formule de l'arc-en-ciel au Studio d'Odessa en 1966. Son plus grand succès sera la série télévisée musicale D'Artagnan et les Trois Mousquetaires, sortie en 1978, un classique du film de cape et d'épée soviétique dont les scènes de combat à l'épée imaginées par Vladimir Balon impressionnent les spectateurs.
En 1997, il est le directeur artistique au théâtre de Youri Kouklatchev.
Depuis 2003, il travaille au Théâtre de la Satire.
Mort d'une insuffisance cardiaque à l'hôpital Sergueï Botkine (ru) de Moscou, le cinéaste est inhumé au Cimetière Troïekourovskoïe.

## Filmographie partielle
- 1966 : La Formule de l'arc-en-ciel (ru) (Формула радуги)
- 1969 : Une tournée dangereuse
- 1971 : La Hardiesse
- 1972 : Petka dans l'espace (en russe : Петька в космосе)
- 1978 : D'Artagnan et les Trois Mousquetaires (téléfilm en trois épisodes)
- 1979 : Ah, vaudeville, vaudeville (ru)
- 1986 : Au-dessus de l'arc-en-ciel
- 1988 : Le Prisonnier du château d'If (Узник замка Иф)
- 1992 : Les Mousquetaires vingt ans plus tard (ru) (Мушкетёры двадцать лет спустя)
- 1993 : Le Secret de la reine Anne ou les Mousquetaires trente ans plus tard (ru) (Тайна королевы Анны, или Мушкетёры тридцать лет спустя)
- 2007 : Les Trésors du cardinal Mazarin ou le Retour des Mousquetaires (ru) (Возвращение мушкетёров, или Сокровища кардинала Мазарини)